# V for Vendetta
V for Vendetta er filmatiseringen af Alan Moores tegneserie af samme navn. Filmen er en science fiction-thriller instrueret af James McTeigue. Oprindeligt var søstrene Wachowski dedikeret til at instruere filmen, men de besluttede sig for at give den til McTeigue, der var deres første assisterende instruktør under Matrix-filmene. Wachowski-søstrene er både forfattere til manuskriptet og producenter af filmen.
Hugo Weaving har hovedrollen som den mystiske frihedskæmper "V", der forsøger at gennemføre socialpolitiske ændringer i et fascistisk London, samtidig med at han forfølger de folk, der i hans fortid torterede ham og tog alt fra ham, selv hans hukommelse. Igennem hele filmen bærer V en Guy Fawkes-maske som symbol på, at ideer aldrig dør. I starten af filmen møder han Evey (Natalie Portman), som han prøver at omvende.
Det var planlagt at filmen skulle have premiere fredag den 4. november 2005 (en dag før 400 års dagen for Guy Fawkes aften), men blev forsinket på grund af terrorangrebet i London 2005, i stedet fik filmen premiere den 17. marts året efter (24. marts i Danmark). Anmeldelserne var positive og den verdensomspændende box office var på over 132 millioner dollars. Alan Moore nægtede dog selv at se hans filmatisering, da han ikke var tilfreds med tidligere filmatiseringer af hans værker. På samme måde afviger denne filmatisering fra den oprindelige tegneserie, da folket bag filmen ville gøre den mere tidssvarende.

## Handling
Filmen foregår ligesom tegneserien i fremtidens England, som ledes af en fascistisk og totalitær regering. Filmens ene hovedperson er kvinden Evey, der bliver viklet ind i et attentat, som V står bag. Hun må derfor ufrivilligt bo hos V, hvor hun oplæres til at blive frihedskæmper.
Filmens hovedperson er en maskeret figur, identificeret alene ved bogstavet "V". V vil vælte den regering, som styrer England på dette tidspunkt i historien. Regeringen bruger kampen mod terror som en undskyldning for at holde befolkningen i et jerngreb, og for at dræbe bl.a. muslimer og homoseksuelle i kristendommens navn. Ude i den store verden er der opstået krig og der hentydes til, at atombomber er blevet brugt i Mellemøsten. I England er man blevet skræmt af, at terrorister har spredt en dødbringende sygdom på diverse skoler. Dette fik englænderne til at stemme på den konservative politiker Adam Sutler (John Hurt). Derefter kom der straks en kur, der helbredte sygdommen. Det viser sig senere, at det imidlertid var Sutler selv, der ved hjælp af eksperimenter på blandt andet V, havde udviklet sygdommen og kuren dertil for at få en stor vælgertilslutning. 
V var den eneste overlevende efter eksperimentet, der dog bevirkede, at han har muteret og mistet hukommelsen. Hele "lejren", hvor eksperimenterne foregik, endte i en kæmpe eksplosion, der brændte V til ukendelighed. 
Ved hjælp af V's muterede kræfter, har han været i stand til at stjæle censureret kultur og fødevarer fra højkansler Sutler. Han har derved bygget sig et hjem i de lukkede undergrundsbaner i London. V viser sig dog først offentligt frem den 5. november, hvor han sprænger en tom Old Bailey i luften. Derefter trænger han ind i Englands eneste tv-station, og holder en tale for hele Londons befolkning, hvor han på en karakteristisk måde fremlægger ondskabsfuldhederne fra regeringen og befolkningens egen passivitet. Han lover dem en revolution den 5. november året efter, hvor han vil sprænge Houses of Parliament i luften.
Ved at dræbe flere og flere partimedlemmer opildner han en anarkistisk stemning i London, hvor det er tydeligt at se, at flere og flere mennesker vender sig imod regeringen, på grund af dennes dårlige håndtering af situationen. F.eks. begynder regeringen på nye skræmmekampagner, der preller af på befolkningen.
I slutningen af filmen strømmer folk fra alle egne til Westminster Palace for at overvære eksplosionen. I mellemtiden dør V efter at have dræbt Adam Sutler. Han vender dog beskudt tilbage til undergrunden, hvor Evey venter ham. Han giver hende et tog fuld af dynamit, som fører til Westminister Palace og fortæller hende, at det er hendes valg, om hun vil sende toget af sted. V dør og Evey trækker i håndtaget, der sender toget mod slottet. En masse Guy Fawkes-beklædte revolutionister overværer slottets ødelæggelse.
Filmens historie udspiller sig fra den 4. november lige før midnat til den 5. november året efter. Igennem hele filmen afslører V ikke V sit ansigt, omend Evey gerne vil se det. Umiddelbart fremgår det, at ansigtet er alvorligt forbrændt. 

## Medvirkende
- Hugo Weaving som V
- John Hurt som Adam Sutler
- Natalie Portman som Evey
- Stephen Fry som Deitrich
- Stephen Rea som Inspector Finch